# 文明
文明（英語：civilization，词源于拉丁文“civilis”，意“城市化”和“公民化”，引申为“分工”“合作”），是任何以高度城市群落、社会分层、政府形式和文化符号與通信系统（如文字與作品）为特征的复杂社会。也就是一种先进的社会和文化发展状态，以及到达这一状态的过程。其涉及的领域广泛，包括民族意识、文化技术水准、礼仪规范、宗教思想、风俗习惯以及科学知识的发展等等。文明拥有更密集的人口聚集地，并且已经开始划分社会阶级，一般有一个统治精英和中產知識階層加上被统治的城市和农村人口。这些被统治的人群依据分工集中从事农业，采矿，小规模制造以及贸易的行业。文明集中权力，并且将人类对自然的控制力作极大的延伸。
在人类学和考古学中，文明指有人居住，並且有相當程度的文化與經濟發展的地区，例如两河文明、黄河文明。也可以指文化类似的人群，例如基督教文明、儒家文明。

## 文明的产生與结构
文明是物种的生活习性并延展出来的一切衍生物。生物形态、社会形态、环境生态相互交织与碰撞产生出的火花即文明。
- 显性文明——可见，可被推演出来的形态。（建筑、文学、文字、行为）
- 隐性文明——即生物为存活，而进行的行为活动。

## 文明的出现
对于文明出现的判定标准，主要是城市的出现、文字的产生、国家制度的建立。其中最重要的前提是城市的出现，也就是人群聚集，城市是文明的标志。现在一般认为，最早的文明大概是在公元前3500年左右美索不达米亚的苏美尔人那里出现的。
社會學家路易斯·亨利·摩尔根將社會演化分為蒙昧（savagery）、野蠻（barbarism）及文明三個階段，以技术发明作為各階段的分界，他認為文明階段的代表性技术发明是標音系統及文字，可是也有學者認為此一分界太過狹隘，認為不能單純用文字來介定一個社會文化是否進入文明。
文化变迁对于文明的产生有很大的作用。鐵帶來农耕方法的改变，劳动的分化，軍力统治阶级等等，也就是中央政府的出现以及社会阶层的出现都是文明产生的重要特征。

### 传说
关于存在史前文明的猜想有许多，但未得到学界公认。然而，留給後代子孫僅是神話，以及災難帶給人類痛苦的教訓。
- 姆大陆文明
- 亚特兰蒂斯文明
- 雷姆利亞大陸文明
- 盘古开天地
- 中国上古文明

### 古代
公元前3500年到公元前1000年这段时期，被稱作是古代文明時期。
古代文明基本都以河流及流域为发源地。不同的时期往往由不同的文明占据，以地域环境大致分为：
- 美索不达米亚：又称為两河文明[12]，發源於亚洲底格里斯河与幼發拉底河流域（今伊拉克、伊朗境內）。兩河（Mesopotamia）文明也是有史可考的最古老的文明，其文明起步可以追溯到公元前5000年，正式形成不遲於公元前3500年。當時生活在兩河流域的是蘇美爾人，建立了蘇美爾（Sumer）文明。之後陆续有阿卡德人、胡里特人、喀西特人、古提人、阿摩利人、埃蘭人、赫梯人、亞述人、迦勒底人、波斯人、馬其頓人相继占据。兩河流域繼蘇美爾人之后最偉大的文明就是由閃米特人漢穆拉比建立的古巴比倫。美索不達米亞地區除兩河流域外還有卡倫河流域，诞生了埃蘭文明。埃蘭文明的起源尚未探明，初步形成于公元前2700年左右。
- 尼羅河文明：發源於非洲東北部的尼羅河（Nile）流域[13]:p.15，分为古埃及文明、庫什文明。古埃及历史可追溯到公元前4000年，大约在公元前3150年，上埃及國王美尼斯统一上下埃及，開始了史稱的埃及王朝时期，分为早王朝、古王國、第一中間期、中王國、第二中間期、新王國、第三中間期、后王朝等8个時期。庫什文明主要在尼羅河流域的努比亞地区，初步形成於公元前2000年左右。
- 印度河文明：發源於南亞的印度河与恒河流域。哈拉帕文明的开始可追溯到公元前3300年之前，正式形成於公元前2600年之前。而吠陀文明的开始則可追溯到公元前1500年，最終形成於公元前1000年左右。
- 黃河文明：發源於黃河中、下游地區，文明的开始可追溯到公元前2500年左右，正式形成於公元前1800年。從新石器時代的仰韶文化與大汶口文化分別發展為各地多樣的龍山文化，進而出現二里頭文化、二里崗文化、殷商王朝與周王朝。
- 長江文明：發源於長江的長三角、兩湖、川渝等地區，是這些區域文明的總稱，文明的开始可追溯到公元前2500年左右，正式形成於公元前1600年。分別由馬家浜文化-崧澤文化-良渚文化、大溪文化-屈家嶺文化-石家河文化、寶墩文化-三星堆文化-十二橋文化組成。早期文明衰落后，长江後起的文化分別發展出吳城文化、巴蜀、荊楚、徐國與吳越等國。
- 愛琴海文明：發源於地中海東部的愛琴海地区，早期文明的历史可追溯到公元前3000年，正式形成於公元前2000年左右。米諾斯文明发源于東南歐的克里特岛（Crete），又称克里特文明，後被邁錫尼文明所取代。
- 奧爾梅克文明：發源於中美洲[14]，历史可追溯到公元前1500年之前，形成于公元前1200年左右。

### 古典时期
公元前1000年到公元500年这段时期，许多文明进入繁盛时期，通常也被称做古典时期。
- 拉登文化：凯尔特人在公元前6世纪的时候，创造的铁器文化。
- 古希腊文明在大约公元前500年到公元前300年间达到鼎盛，创造了灿烂的古希腊文化。随着亚历山大大帝的东征，古典希腊文化被传到整个地中海地区和中东地区。
- 古罗马文明在公元前200年到公元200年间达到辉煌，建立了幅员辽阔的帝国。
- 印度文明最繁盛的时期是公元前三世纪前后的孔雀王朝和公元四世纪前后的笈多王朝。
- 华夏文明在大约公元前700年到公元前200年间（春秋战国时代）创造了辉煌的文化。在大约公元前200年到公元200年的汉王朝时期，帝国达到鼎盛。
- 玛雅文明的辉煌时期在大约公元前200年到公元800年间，為有文字的新石器時代文明。

### 中古時代
公元500年到公元1500年这段时期，被稱作是中古時代文明。
也是地球史中民族大遷徙融合現象較被詳細記載的一段時期，這些長期大遷徙最終導致西羅馬帝國滅亡（約公元476年）和東羅馬帝國滅亡（約公元1453年）之間的時期。這個時期在歐洲宗教史上是北方信奉異端的各蠻族(例如信奉亞流的哥德人)在入侵羅馬文明後，皈依正統大公教會的基督教，是一段『文明馴化』後學習文字並獨立成眾多小城邦或公國的過程，並紛紛以雙頭鷹旗徽爭取羅馬正統，晚期則組建成聯合十字軍東征。原有基督教羅馬文明被多民族多次打破重新激盪，基督教義透過各領主保護不斷辯論，為解釋、翻譯聖經權力、宗教改革孕育實力。文明史上，因各地教會如實記載不斷區域戰鬥、大規模流行疾病，則被左派學者常認為是發展「較緩慢」的時期(其他大型文明多忽略區域戰鬥、流行疾病等歷史不記)，甚至被稱為「黑暗時代」。

### 近代
公元1500年到公元1800年这段时期，被稱作是近代文明時期。
共同信仰導致社會商業環境好轉，經濟實力增加，為保障私有財產、文藝復興及獎勵創新、學術研究，各地區教會由選帝侯保護，紛紛獨立對抗極權，爭取回歸聖經教訓(使徒行傳五章29節 彼得和眾使徒回答說：「順從神，不順從人，是應當的。)，對抗日益腐敗離開基本教義的羅馬教會。其中包括馬丁路德、慈運理、日內瓦的加爾文、蘇格蘭的諾克斯及所影響的英國長老制清教徒、荷法商業地區的會眾制改革宗教會，目的在革除帝國封建制度對信徒的壓迫。

### 現代
公元1800年至今，被稱作是現代文明時期。
加爾文的信徒和清教徒，在美國的早期歷史中扮演重要的角色，他們將加爾文的理念；參照教會的長老分權制度與會眾認可制度、團契小組制度；融入到美國的憲法體制和政黨政治、教育科學和社會制度中，做最大限度保障私有財產自由，對美國的普世價值及世界文明的發展產生了深遠的影響，也真正將地球上人類主要經濟活動由「文化(Culture農職)階段」帶進「文明(Civilian文職)階段」的實際發展。

## 出现的理论
關於文明是怎样出现的，这对于哲学家和人类学家来说都是很吸引人的课题，因此也就有了很多的理论来阐述各自的观点。大部分的观点比较一致的看法是中央集权的出现是文明存在的起点。因而研究中央集权的出现成为了一个焦点。但是所有的理论都还不能解释所有文明的起源，它只能适用于部分的文明。
环境与社会的限制这是美国人类学家罗伯特·卡内罗提出的一种理论。认为由于地理环境的影响，例如山脉、海洋对人类的阻隔，才产生了文明。由于人口增长而没有扩张的余地，从而开始争夺稀少的资源。这样就导致在内部出现了阶级，其中由统治者控制稀少的资源。对于外部就有了扩张的需要，这些都需要有一个中央集权的政府来严密组织。
灌溉系统（或者称为水利系统）卡尔·威特福格尔是这一理论的支持者，提出了最有力的证据。这种理论认为新石器时代的农民认识到洪涝灾害虽然会毁坏庄稼，但是也能提供更加肥沃的土壤。因此开始修建水坝。然后用来灌溉农田。随着规模的不断扩大，便开始出现了专门负责管理灌溉系统的人。通过这种灌溉系统的集中管理，逐渐发展出最初的统治阶层，文明由此产生。但是反对意见认为，当时一些兴盛的城市，其灌溉规模很小；如果由国家管理灌溉，考古发掘的资料应该会更多，而实际情况相反。而且文献中记载，当时的灌溉系统是有神庙管理，而不是政府机构。也有观点说，灌溉工程是文明发展的结果，而不是起因。
贸易网络有种理论认为贸易在文明的发展中起着决定作用。在生态多样化的地区，要获得稀少的资源，就需要贸易机构来组织贸易，这样就需要某种中央集权的形式。但是这种理论对于某些文明是正确的，对于另外一些文明却不正确。
宗教信仰这种理论认为宗教信仰对于文明的形成起着至关重要的作用。

## 所带来的问题
文明的发展促进了人类社会的进步，但同时也带来了很多问题。比如卫生问题。还有传染病的问题。此外不同文明间的冲突，以及文明内部的斗争使战争成为了一个很普遍的问题。在文明内部则还有一个阶级之间的冲突问题。

## 外部連結
- 原初政治组织体的演进（页面存档备份，存于）